# Parlamentní jednomandátové volební obvody v Maďarsku
Parlamentní jednomandátové volební obvody v Maďarsku, zkráceně OEVK, oficiálně maďarsky Országgyűlési egyéni választókerületek, jsou soustavou 106 jednomandátových volebních obvodů na území současného Maďarska, ve kterých je v průběhu každých parlamentních voleb zvolen většinovým způsobem právě jeden poslanec, který získá nejvíce odevzdaných hlasů v daném obvodu.

## Současné volební obvody (2014– )
Od roku 2014 je území republiky Maďarsko rozděleno na 106 jednomandátových volebních obvodů, ve kterých je při každý parlamentních volbách zvolen právě jeden poslanec, a to většinovým způsobem v jednokolové volbě.

### Volby
- Parlamentní volby v Maďarsku 2014
- Parlamentní volby v Maďarsku 2018
- Parlamentní volby v Maďarsku 2022

### Mapy

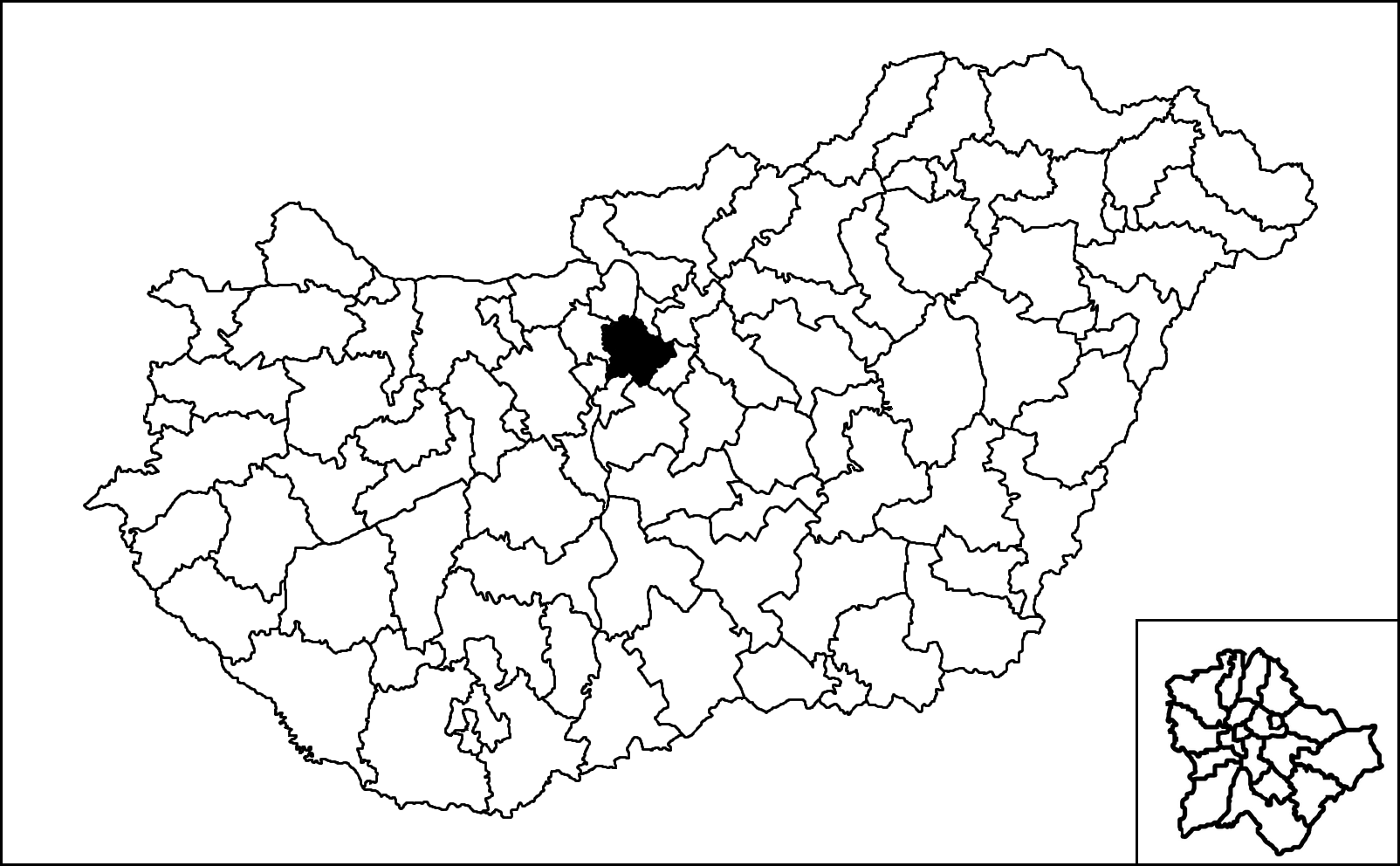
Mapa 109 jednomandátových volebních obvodů v Maďarsku
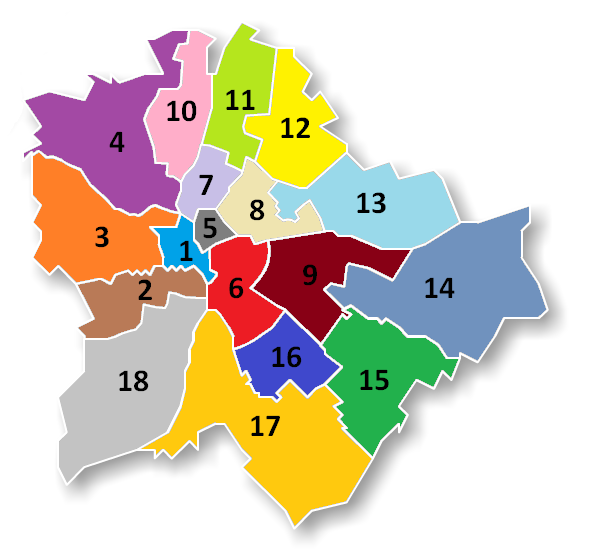
Mapa 18 jednomandátových volebních obvodů v Budapešti
Mapa hranic 1. OEVK v centru Budapešti
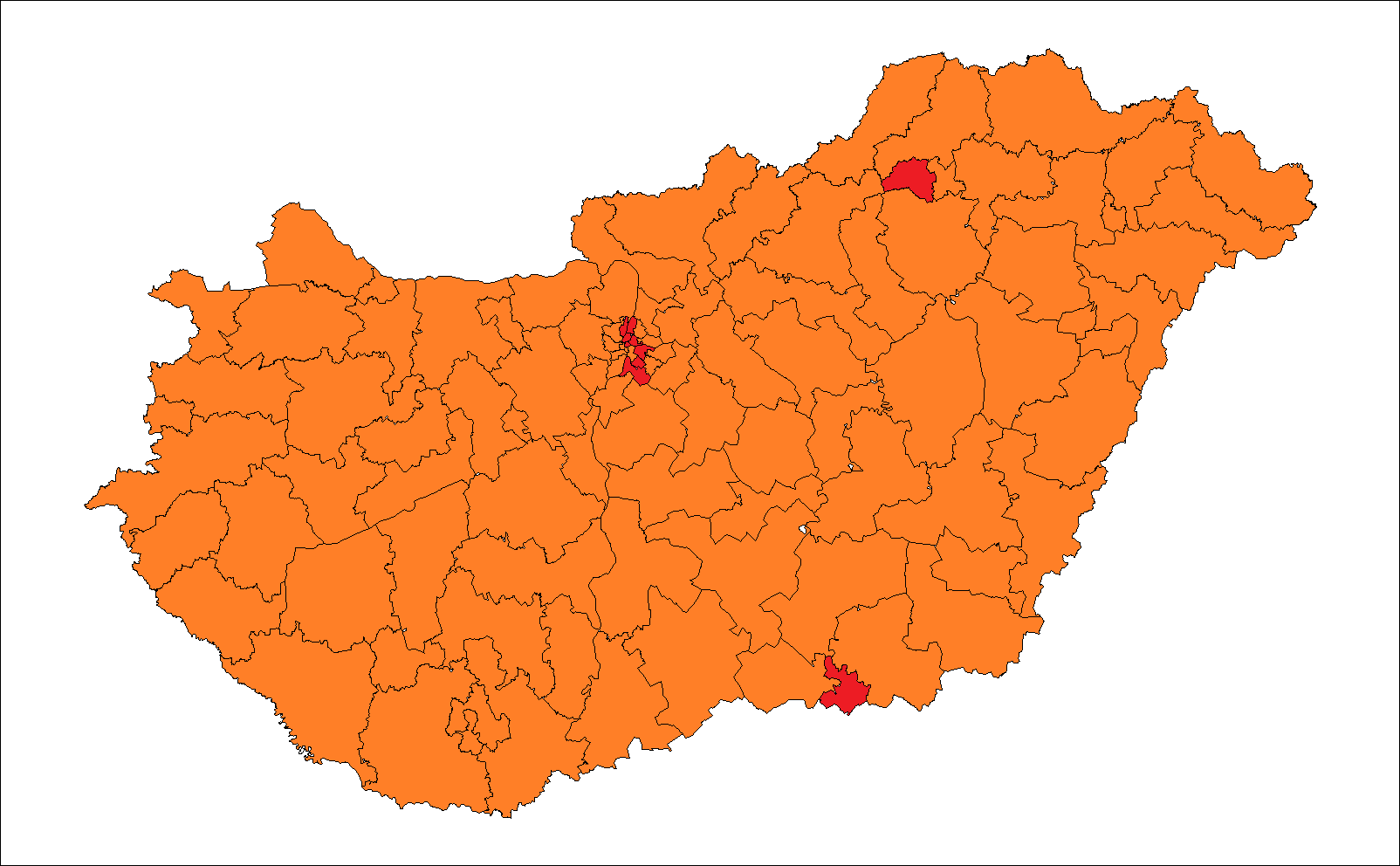
Volby 2014: Fidesz–KDNP (oranžová), Összefogás (červená)

### Seznam
| Č.   | Zkratka                         | Název (maďarsky) | Sídlo obvodu                                 | Počet obyvatel celkem (2011) | Počet oprávněných voličů (2018) | Mapa                            |
| ---- | ------------------------------- | --- | -------------------------------------------- | ---------------------------- | ------------------------------- | ------------------------------- |
| 1.   | Budapest 01. OEVK               | Parlamentní jednomandátový volební obvod č. 1. Budapešť (Budapesti 1. sz. országgyűlési egyéni választókerület)                                        | V. obvod (Belváros-Lipótváros)               | 79 069                       | 63 487                          | Budapest 01. OEVK               |
| 2.   | Budapest 02. OEVK               | Parlamentní jednomandátový volební obvod č. 2. Budapešť (Budapesti 2. sz. országgyűlési egyéni választókerület)                                        | XI. obvod (Újbuda)                           | 95 549                       | 76 937                          | Budapest 02. OEVK               |
| 3.   | Budapest 03. OEVK               | Parlamentní jednomandátový volební obvod č. 3. Budapešť (Budapesti 3. sz. országgyűlési egyéni választókerület)                                        | XII. obvod (Hegyvidék)                       | 87 065                       | 66 885                          | Budapest 03. OEVK               |
| 4.   | Budapest 04. OEVK               | Parlamentní jednomandátový volební obvod č. 4. Budapešť (Budapesti 4. sz. országgyűlési egyéni választókerület)                                        | II. obvod                                    | 94 532                       | 72 064                          | Budapest 04. OEVK               |
| 5.   | Budapest 05. OEVK               | Parlamentní jednomandátový volební obvod č. 5. Budapešť (Budapesti 5. sz. országgyűlési egyéni választókerület)                                        | VII. obvod (Erzsébetváros)                   | 94 412                       | 69 196                          | Budapest 05. OEVK               |
| 6.   | Budapest 06. OEVK               | Parlamentní jednomandátový volební obvod č. 6. Budapešť (Budapesti 6. sz. országgyűlési egyéni választókerület)                                        | VIII. obvod (Józsefváros)                    | 98 144                       | 74 376                          | Budapest 06. OEVK               |
| 7.   | Budapest 07. OEVK               | Parlamentní jednomandátový volební obvod č. 7. Budapešť (Budapesti 7. sz. országgyűlési egyéni választókerület)                                        | XIII. obvod (Angyalföld)                     | 107 093                      | 84 871                          | Budapest 07. OEVK               |
| 8.   | Budapest 08. OEVK               | Parlamentní jednomandátový volební obvod č. 8. Budapešť (Budapesti 8. sz. országgyűlési egyéni választókerület)                                        | XIV. obvod (Zugló)                           | 109 184                      | 82 667                          | Budapest 08. OEVK               |
| 9.   | Budapest 09. OEVK               | Parlamentní jednomandátový volební obvod č. 9. Budapešť (Budapesti 9. sz. országgyűlési egyéni választókerület)                                        | X. obvod (Kőbánya)                           | 105 805                      | 80 171                          | Budapest 09. OEVK               |
| 10.  | Budapest 10. OEVK               | Parlamentní jednomandátový volební obvod č. 10. Budapešť (Budapesti 10. sz. országgyűlési egyéni választókerület)                                      | III. obvod (Óbuda-Békásmegyer)               | 90 334                       | 75 863                          | Budapest 10. OEVK               |
| 11.  | Budapest 11. OEVK               | Parlamentní jednomandátový volební obvod č. 11. Budapešť (Budapesti 11. sz. országgyűlési egyéni választókerület)                                      | IV. obvod (Újpest)                           | 95 891                       | 78 188                          | Budapest 11. OEVK               |
| 12.  | Budapest 12. OEVK               | Parlamentní jednomandátový volební obvod č. 12. Budapešť (Budapesti 12. sz. országgyűlési egyéni választókerület)                                      | XV. obvod (Rákospalota)                      | 94 002                       | 76 159                          | Budapest 12. OEVK               |
| 13.  | Budapest 13. OEVK               | Parlamentní jednomandátový volební obvod č. 13. Budapešť (Budapesti 13. sz. országgyűlési egyéni választókerület)                                      | XVI. obvod                                   | 89 006                       | 69 902                          | Budapest 13. OEVK               |
| 14.  | Budapest 14. OEVK               | Parlamentní jednomandátový volební obvod č. 14. Budapešť (Budapesti 14. sz. országgyűlési egyéni választókerület)                                      | XVII. obvod (Rákosmente)                     | 92 050                       | 75 823                          | Budapest 14. OEVK               |
| 15.  | Budapest 15. OEVK               | Parlamentní jednomandátový volební obvod č. 15. Budapešť (Budapesti 15. sz. országgyűlési egyéni választókerület)                                      | XVIII. obvod (Pestszentlőrinc-Pestszentimre) | 98 499                       | 80 347                          | Budapest 15. OEVK               |
| 16.  | Budapest 16. OEVK               | Parlamentní jednomandátový volební obvod č. 16. Budapešť (Budapesti 16. sz. országgyűlési egyéni választókerület)                                      | XX. obvod (Pesterzsébet)                     | 90 917                       | 72 846                          | Budapest 16. OEVK               |
| 17.  | Budapest 17. OEVK               | Parlamentní jednomandátový volební obvod č. 17. Budapešť (Budapesti 17. sz. országgyűlési egyéni választókerület)                                      | XXI. obvod (Csepel)                          | 96 210                       | 78 805                          | Budapest 17. OEVK               |
| 18.  | Budapest 18. OEVK               | Parlamentní jednomandátový volební obvod č. 18. Budapešť (Budapesti 18. sz. országgyűlési egyéni választókerület)                                      | XXII. obvod (Budafok-Tétény)                 | 101 320                      | 76 665                          | Budapest 18. OEVK               |
| 19.  | Bács-Kiskun 01. OEVK            | Parlamentní jednomandátový volební obvod č. 1. župy Bács-Kiskun (Bács-Kiskun megyei 1. sz. országgyűlési egyéni választókerület)                       | Kecskemét                                    | 87 850                       | 70 484                          | Bács-Kiskun 01. OEVK            |
| 20.  | Bács-Kiskun 02. OEVK            | Parlamentní jednomandátový volební obvod č. 2. župy Bács-Kiskun (Bács-Kiskun megyei 2. sz. országgyűlési egyéni választókerület)                       | Kecskemét                                    | 90 658                       | 72 682                          | Bács-Kiskun 02. OEVK            |
| 21.  | Bács-Kiskun 03. OEVK            | Parlamentní jednomandátový volební obvod č. 3. župy Bács-Kiskun (Bács-Kiskun megyei 3. sz. országgyűlési egyéni választókerület)                       | Kalocsa                                      | 83 652                       | 67 588                          | Bács-Kiskun 03. OEVK            |
| 22.  | Bács-Kiskun 04. OEVK            | Parlamentní jednomandátový volební obvod č. 4. župy Bács-Kiskun (Bács-Kiskun megyei 4. sz. országgyűlési egyéni választókerület)                       | Kiskunfélegyháza                             | 89 087                       | 73 069                          | Bács-Kiskun 04. OEVK            |
| 23.  | Bács-Kiskun 05. OEVK            | Parlamentní jednomandátový volební obvod č. 5. župy Bács-Kiskun (Bács-Kiskun megyei 5. sz. országgyűlési egyéni választókerület)                       | Kiskunhalas                                  | 87 304                       | 71 112                          | Bács-Kiskun 05. OEVK            |
| 24.  | Bács-Kiskun 06. OEVK            | Parlamentní jednomandátový volební obvod č. 6. župy Bács-Kiskun (Bács-Kiskun megyei 6. sz. országgyűlési egyéni választókerület)                       | Baja                                         | 81 780                       | 67 424                          | Bács-Kiskun 06. OEVK            |
| 25.  | Baranya 01. OEVK                | Parlamentní jednomandátový volební obvod č. 1. župy Baranya (Baranya megyei 1. sz. országgyűlési egyéni választókerület)                               | Pécs                                         | 101 193                      | 78 181                          | Baranya 01. OEVK                |
| 26.  | Baranya 02. OEVK                | Parlamentní jednomandátový volební obvod č. 2. župy Baranya (Baranya megyei 2. sz. országgyűlési egyéni választókerület)                               | Pécs                                         | 99 701                       | 78 128                          | Baranya 02. OEVK                |
| 27.  | Baranya 03. OEVK                | Parlamentní jednomandátový volební obvod č. 3. župy Baranya (Baranya megyei 3. sz. országgyűlési egyéni választókerület)                               | Mohács                                       | 89 362                       | 73 228                          | Baranya 03. OEVK                |
| 28.  | Baranya 04. OEVK                | Parlamentní jednomandátový volební obvod č. 4. župy Baranya (Baranya megyei 4. sz. országgyűlési egyéni választókerület)                               | Szigetvár                                    | 96 185                       | 78 133                          | Baranya 04. OEVK                |
| 29.  | Békés 01. OEVK                  | Parlamentní jednomandátový volební obvod č. 1. župy Békés (Békés megyei 1. sz. országgyűlési egyéni választókerület)                                   | Békéscsaba                                   | 88 360                       | 71 471                          | Békés 01. OEVK                  |
| 30.  | Békés 02. OEVK                  | Parlamentní jednomandátový volební obvod č. 2. župy Békés (Békés megyei 2. sz. országgyűlési egyéni választókerület)                                   | Békés                                        | 90 361                       | 72 151                          | Békés 02. OEVK                  |
| 31.  | Békés 03. OEVK                  | Parlamentní jednomandátový volební obvod č. 3. župy Békés (Békés megyei 3. sz. országgyűlési egyéni választókerület)                                   | Gyula                                        | 87 370                       | 70 694                          | Békés 03. OEVK                  |
| 32.  | Békés 04. OEVK                  | Parlamentní jednomandátový volební obvod č. 4. župy Békés (Békés megyei 4. sz. országgyűlési egyéni választókerület)                                   | Orosháza                                     | 93 857                       | 75 334                          | Békés 04. OEVK                  |
| 33.  | Borsod-Abaúj-Zemplén 01. OEVK   | Parlamentní jednomandátový volební obvod č. 1. župy Borsod-Abaúj-Zemplén (Borsod-Abaúj-Zemplén megyei 1. sz. országgyűlési egyéni választókerület)     | Miskolc                                      | 96 244                       |                                 | Borsod-Abaúj-Zemplén 01. OEVK   |
| 34.  | Borsod-Abaúj-Zemplén 02. OEVK   | Parlamentní jednomandátový volební obvod č. 2. župy Borsod-Abaúj-Zemplén (Borsod-Abaúj-Zemplén megyei 2. sz. országgyűlési egyéni választókerület)     | Miskolc                                      | 98 693                       |                                 | Borsod-Abaúj-Zemplén 02. OEVK   |
| 35.  | Borsod-Abaúj-Zemplén 03. OEVK   | Parlamentní jednomandátový volební obvod č. 3. župy Borsod-Abaúj-Zemplén (Borsod-Abaúj-Zemplén megyei 3. sz. országgyűlési egyéni választókerület)     | Ózd                                          | 96 305                       |                                 | Borsod-Abaúj-Zemplén 03. OEVK   |
| 36.  | Borsod-Abaúj-Zemplén 04. OEVK   | Parlamentní jednomandátový volební obvod č. 4. župy Borsod-Abaúj-Zemplén (Borsod-Abaúj-Zemplén megyei 4. sz. országgyűlési egyéni választókerület)     | Kazincbarcika                                | 97 999                       |                                 | Borsod-Abaúj-Zemplén 04. OEVK   |
| 37.  | Borsod-Abaúj-Zemplén 05. OEVK   | Parlamentní jednomandátový volební obvod č. 5. župy Borsod-Abaúj-Zemplén (Borsod-Abaúj-Zemplén megyei 5. sz. országgyűlési egyéni választókerület)     | Sátoraljaújhely                              | 99 033                       |                                 | Borsod-Abaúj-Zemplén 05. OEVK   |
| 38.  | Borsod-Abaúj-Zemplén 06. OEVK   | Parlamentní jednomandátový volební obvod č. 6. župy Borsod-Abaúj-Zemplén (Borsod-Abaúj-Zemplén megyei 6. sz. országgyűlési egyéni választókerület)     | Tiszaújváros                                 | 97 161                       |                                 | Borsod-Abaúj-Zemplén 06. OEVK   |
| 39.  | Borsod-Abaúj-Zemplén 07. OEVK   | Parlamentní jednomandátový volební obvod č. 7. župy Borsod-Abaúj-Zemplén (Borsod-Abaúj-Zemplén megyei 7. sz. országgyűlési egyéni választókerület)     | Mezőkövesd                                   | 97 161                       |                                 | Borsod-Abaúj-Zemplén 07. OEVK   |
| 40.  | Csongrád-Csanád 01. OEVK        | Parlamentní jednomandátový volební obvod č. 1. župy Csongrád-Csanád (Csongrád-Csanád megyei 1. sz. országgyűlési egyéni választókerület)               | Szeged                                       | 100 724                      | 83 791                          | Csongrád-Csanád 01. OEVK        |
| 41.  | Csongrád 02. OEVK               | Parlamentní jednomandátový volební obvod č. 2. župy Csongrád-Csanád (Csongrád-Csanád megyei 2. sz. országgyűlési egyéni választókerület)               | Szeged                                       | 100 724                      | 83 791                          | Csongrád-Csanád 02. OEVK        |
| 42.  | Csongrád-Csanád 03. OEVK        | Parlamentní jednomandátový volební obvod č. 3. župy Csongrád-Csanád (Csongrád-Csanád megyei 3. sz. országgyűlési egyéni választókerület)               | Szentes                                      | 102 685                      | 81 038                          | Csongrád-Csanád 03. OEVK        |
| 43.  | Csongrád 04. OEVK               | Parlamentní jednomandátový volební obvod č. 4. župy Csongrád-Csanád (Csongrád-Csanád megyei 4. sz. országgyűlési egyéni választókerület)               | Hódmezővásárhely                             | 100 292                      | 72 017                          | Csongrád-Csanád 04. OEVK        |
| 44.  | Fejér 01. OEVK                  | Parlamentní jednomandátový volební obvod č. 1. župy Fejér (Fejér megyei 1. sz. országgyűlési egyéni választókerület)                                   | Székesfehérvár                               | 79 839                       | 63 113                          | Fejér 01. OEVK                  |
| 45.  | Fejér 02. OEVK                  | Parlamentní jednomandátový volební obvod č. 2. župy Fejér (Fejér megyei 2. sz. országgyűlési egyéni választókerület)                                   | Székesfehérvár                               | 86 304                       | 69 185                          | Fejér 02. OEVK                  |
| 46.  | Fejér 03. OEVK                  | Parlamentní jednomandátový volební obvod č. 3. župy Fejér (Fejér megyei 3. sz. országgyűlési egyéni választókerület)                                   | Bicske                                       | 89 524                       | 73 665                          | Fejér 03. OEVK                  |
| 47.  | Fejér 04. OEVK                  | Parlamentní jednomandátový volební obvod č. 4. župy Fejér (Fejér megyei 4. sz. országgyűlési egyéni választókerület)                                   | Dunaújváros                                  | 85 309                       | 67 314                          | Fejér 04. OEVK                  |
| 48.  | Fejér 05. OEVK                  | Parlamentní jednomandátový volební obvod č. 5. župy Fejér (Fejér megyei 5. sz. országgyűlési egyéni választókerület)                                   | Sárbogárd                                    | 84 871                       | 67 390                          | Fejér 05. OEVK                  |
| 49.  | Győr-Moson-Sopron 01. OEVK      | Parlamentní jednomandátový volební obvod č. 1. župy Győr-Moson-Sopron (Győr-Moson-Sopron megyei 1. sz. országgyűlési egyéni választókerület)           | Győr                                         | 89 064                       | 67 802                          | Győr-Moson-Sopron 01. OEVK      |
| 50.  | Győr-Moson-Sopron 02. OEVK      | Parlamentní jednomandátový volební obvod č. 2. župy Győr-Moson-Sopron (Győr-Moson-Sopron megyei 2. sz. országgyűlési egyéni választókerület)           | Győr                                         | 88 858                       | 72 613                          | Győr-Moson-Sopron 02. OEVK      |
| 51.  | Győr-Moson-Sopron 03. OEVK      | Parlamentní jednomandátový volební obvod č. 3. župy Győr-Moson-Sopron (Győr-Moson-Sopron megyei 3. sz. országgyűlési egyéni választókerület)           | Csorna                                       | 81 681                       | 66 457                          | Győr-Moson-Sopron 03. OEVK      |
| 52.  | Győr-Moson-Sopron 04. OEVK      | Parlamentní jednomandátový volební obvod č. 4. župy Győr-Moson-Sopron (Győr-Moson-Sopron megyei 4. sz. országgyűlési egyéni választókerület)           | Sopron                                       | 94 976                       | 76 666                          | Győr-Moson-Sopron 04. OEVK      |
| 53.  | Győr-Moson-Sopron 05. OEVK      | Parlamentní jednomandátový volební obvod č. 5. župy Győr-Moson-Sopron (Győr-Moson-Sopron megyei 5. sz. országgyűlési egyéni választókerület)           | Mosonmagyaróvár                              | 93 406                       | 75 668                          | Győr-Moson-Sopron 05. OEVK      |
| 54.  | Hajdú-Bihar 01. OEVK            | Parlamentní jednomandátový volební obvod č. 1. župy Hajdú-Bihar (Hajdú-Bihar megyei 1. sz. országgyűlési egyéni választókerület)                       | Debrecen                                     | 95 839                       | 66 609                          | Hajdú-Bihar 01. OEVK            |
| 55.  | Hajdú-Bihar 02. OEVK            | Parlamentní jednomandátový volební obvod č. 2. župy Hajdú-Bihar (Hajdú-Bihar megyei 2. sz. országgyűlési egyéni választókerület)                       | Debrecen                                     |                              |                                 | Hajdú-Bihar 02. OEVK            |
| 56.  | Hajdú-Bihar 03. OEVK            | Parlamentní jednomandátový volební obvod č. 3. župy Hajdú-Bihar (Hajdú-Bihar megyei 3. sz. országgyűlési egyéni választókerület)                       | Debrecen                                     |                              |                                 | Hajdú-Bihar 03. OEVK            |
| 57.  | Hajdú-Bihar 04. OEVK            | Parlamentní jednomandátový volební obvod č. 4. župy Hajdú-Bihar (Hajdú-Bihar megyei 4. sz. országgyűlési egyéni választókerület)                       | Berettyóújfalu                               |                              |                                 | Hajdú-Bihar 04. OEVK            |
| 58.  | Hajdú-Bihar 05. OEVK            | Parlamentní jednomandátový volební obvod č. 5. župy Hajdú-Bihar (Hajdú-Bihar megyei 5. sz. országgyűlési egyéni választókerület)                       | Hajdúszoboszló                               |                              |                                 | Hajdú-Bihar 05. OEVK            |
| 59.  | Hajdú-Bihar 06. OEVK            | Parlamentní jednomandátový volební obvod č. 6. župy Hajdú-Bihar (Hajdú-Bihar megyei 6. sz. országgyűlési egyéni választókerület)                       | Hajdúböszörmény                              |                              |                                 | Hajdú-Bihar 06. OEVK            |
| 60.  | Heves 01. OEVK                  | Parlamentní jednomandátový volební obvod č. 1. župy Heves (Heves megyei 1. sz. országgyűlési egyéni választókerület)                                   | Eger                                         |                              |                                 | Heves 01. OEVK                  |
| 61.  | Heves 02. OEVK                  | Parlamentní jednomandátový volební obvod č. 2. župy Heves (Heves megyei 2. sz. országgyűlési egyéni választókerület)                                   | Gyöngyös                                     |                              |                                 | Heves 02. OEVK                  |
| 62.  | Heves 03. OEVK                  | Parlamentní jednomandátový volební obvod č. 3. župy Heves (Heves megyei 3. sz. országgyűlési egyéni választókerület)                                   | Hatvan                                       |                              |                                 | Heves 03. OEVK                  |
| 63.  | Jász-Nagykun-Szolnok 01. OEVK   | Parlamentní jednomandátový volební obvod č. 1. župy Jász-Nagykun-Szolnok (Jász-Nagykun-Szolnok megyei 1. sz. országgyűlési egyéni választókerület)     | Szolnok                                      | 100 158                      | 80 618                          | Jász-Nagykun-Szolnok 01. OEVK   |
| 64.  | Jász-Nagykun-Szolnok 02. OEVK   | Parlamentní jednomandátový volební obvod č. 2. župy Jász-Nagykun-Szolnok (Jász-Nagykun-Szolnok megyei 2. sz. országgyűlési egyéni választókerület)     | Jászberény                                   |                              |                                 | Jász-Nagykun-Szolnok 02. OEVK   |
| 65.  | Jász-Nagykun-Szolnok 03. OEVK   | Parlamentní jednomandátový volební obvod č. 3. župy Jász-Nagykun-Szolnok (Jász-Nagykun-Szolnok megyei 3. sz. országgyűlési egyéni választókerület)     | Karcag                                       | 98 215                       | 76 192                          | Jász-Nagykun-Szolnok 03. OEVK   |
| 66.  | Jász-Nagykun-Szolnok 04. OEVK   | Parlamentní jednomandátový volební obvod č. 4. župy Jász-Nagykun-Szolnok (Jász-Nagykun-Szolnok megyei 4. sz. országgyűlési egyéni választókerület)     | Szolnok                                      |                              |                                 | Jász-Nagykun-Szolnok 04. OEVK   |
| 67.  | Komárom-Esztergom 01. OEVK      | Parlamentní jednomandátový volební obvod č. 1. župy Komárom-Esztergom (Komárom-Esztergom megyei 1. sz. országgyűlési egyéni választókerület)           | Tatabánya                                    |                              |                                 | Komárom-Esztergom 01. OEVK      |
| 68.  | Komárom-Esztergom 02. OEVK      | Parlamentní jednomandátový volební obvod č. 2. župy Komárom-Esztergom (Komárom-Esztergom megyei 2. sz. országgyűlési egyéni választókerület)           | Kisbér                                       |                              |                                 | Komárom-Esztergom 02. OEVK      |
| 69.  | Komárom-Esztergom 03. OEVK      | Parlamentní jednomandátový volební obvod č. 3. župy Komárom-Esztergom (Komárom-Esztergom megyei 3. sz. országgyűlési egyéni választókerület)           | Esztergom                                    |                              |                                 | Komárom-Esztergom 03. OEVK      |
| 70.  | Nógrád 01. OEVK                 | Parlamentní jednomandátový volební obvod č. 1. župy Nógrád (Nógrád megyei 1. sz. országgyűlési egyéni választókerület)                                 | Salgótarján                                  | 99 805                       | 77 217                          | Nógrád 01. OEVK                 |
| 71.  | Nógrád 02. OEVK                 | Parlamentní jednomandátový volební obvod č. 2. župy Nógrád (Nógrád megyei 2. sz. országgyűlési egyéni választókerület)                                 | Balassagyarmat                               | 102 622                      | 79 088                          | Nógrád 02. OEVK                 |
| 72.  | Pest 01. OEVK                   | Parlamentní jednomandátový volební obvod č. 1. župy Pest (Pest megyei 1. sz. országgyűlési egyéni választókerület)                                     | Érd                                          |                              |                                 | Pest 01. OEVK                   |
| 73.  | Pest 02. OEVK                   | Parlamentní jednomandátový volební obvod č. 2. župy Pest (Pest megyei 2. sz. országgyűlési egyéni választókerület)                                     | Budakeszi                                    |                              |                                 | Pest 02. OEVK                   |
| 74.  | Pest 03. OEVK                   | Parlamentní jednomandátový volební obvod č. 3. župy Pest (Pest megyei 3. sz. országgyűlési egyéni választókerület)                                     | Szentendre                                   |                              |                                 | Pest 03. OEVK                   |
| 75.  | Pest 04. OEVK                   | Parlamentní jednomandátový volební obvod č. 4. župy Pest (Pest megyei 4. sz. országgyűlési egyéni választókerület)                                     | Vác                                          |                              |                                 | Pest 04. OEVK                   |
| 76.  | Pest 05. OEVK                   | Parlamentní jednomandátový volební obvod č. 5. župy Pest (Pest megyei 5. sz. országgyűlési egyéni választókerület)                                     | Göd                                          |                              |                                 | Pest 05. OEVK                   |
| 77.  | Pest 06. OEVK                   | Parlamentní jednomandátový volební obvod č. 6. župy Pest (Pest megyei 6. sz. országgyűlési egyéni választókerület)                                     | Gödöllő                                      |                              |                                 | Pest 06. OEVK                   |
| 78.  | Pest 07. OEVK                   | Parlamentní jednomandátový volební obvod č. 7. župy Pest (Pest megyei 7. sz. országgyűlési egyéni választókerület)                                     | Vecsés                                       |                              |                                 | Pest 07. OEVK                   |
| 79.  | Pest 08. OEVK                   | Parlamentní jednomandátový volební obvod č. 8. župy Pest (Pest megyei 8. sz. országgyűlési egyéni választókerület)                                     | Szigetszentmiklós                            |                              |                                 | Pest 08. OEVK                   |
| 80.  | Pest 09. OEVK                   | Parlamentní jednomandátový volební obvod č. 9. župy Pest (Pest megyei 9. sz. országgyűlési egyéni választókerület)                                     | Nagykáta                                     |                              |                                 | Pest 09. OEVK                   |
| 81.  | Pest 10. OEVK                   | Parlamentní jednomandátový volební obvod č. 10. župy Pest (Pest megyei 10. sz. országgyűlési egyéni választókerület)                                   | Monor                                        |                              |                                 | Pest 10. OEVK                   |
| 82.  | Pest 011. OEVK                  | Parlamentní jednomandátový volební obvod č. 11. župy Pest (Pest megyei 11. sz. országgyűlési egyéni választókerület)                                   | Ráckeve                                      |                              |                                 | Pest 11. OEVK                   |
| 83.  | Pest 12. OEVK                   | Parlamentní jednomandátový volební obvod č. 12. župy Pest (Pest megyei 12. sz. országgyűlési egyéni választókerület)                                   | Cegléd                                       |                              |                                 | Pest 12. OEVK                   |
| 84.  | Somogy 01. OEVK                 | Parlamentní jednomandátový volební obvod č. 1. župy Somogy (Somogy megyei 1. sz. országgyűlési egyéni választókerület)                                 | Kaposvár                                     |                              |                                 | Somogy 01. OEVK                 |
| 85.  | Somogy 02. OEVK                 | Parlamentní jednomandátový volební obvod č. 2. župy Somogy (Somogy megyei 2. sz. országgyűlési egyéni választókerület)                                 | Barcs                                        |                              |                                 | Somogy 2. OEVK                  |
| 86.  | Somogy 03. OEVK                 | Parlamentní jednomandátový volební obvod č. 3. župy Somogy (Somogy megyei 3. sz. országgyűlési egyéni választókerület)                                 | Marcali                                      |                              |                                 | Somogy 3. OEVK                  |
| 87.  | Somogy 04. OEVK                 | Parlamentní jednomandátový volební obvod č. 4. župy Somogy (Somogy megyei 4. sz. országgyűlési egyéni választókerület)                                 | Siófok                                       |                              |                                 | Somogy 4. OEVK                  |
| 88.  | Szabolcs-Szatmár-Bereg 01. OEVK | Parlamentní jednomandátový volební obvod č. 1. župy Szabolcs-Szatmár-Bereg (Szabolcs-Szatmár-Bereg megyei 1. sz. országgyűlési egyéni választókerület) | Nyíregyháza                                  |                              |                                 | Szabolcs-Szatmár-Bereg 01. OEVK |
| 89.  | Szabolcs-Szatmár-Bereg 02. OEVK | Parlamentní jednomandátový volební obvod č. 2. župy Szabolcs-Szatmár-Bereg (Szabolcs-Szatmár-Bereg megyei 2. sz. országgyűlési egyéni választókerület) | Nyíregyháza                                  |                              |                                 | Szabolcs-Szatmár-Bereg 02. OEVK |
| 90.  | Szabolcs-Szatmár-Bereg 03. OEVK | Parlamentní jednomandátový volební obvod č. 3. župy Szabolcs-Szatmár-Bereg (Szabolcs-Szatmár-Bereg megyei 3. sz. országgyűlési egyéni választókerület) | Kisvárda                                     |                              |                                 | Szabolcs-Szatmár-Bereg 03. OEVK |
| 91.  | Szabolcs-Szatmár-Bereg 04. OEVK | Parlamentní jednomandátový volební obvod č. 4. župy Szabolcs-Szatmár-Bereg (Szabolcs-Szatmár-Bereg megyei 4. sz. országgyűlési egyéni választókerület) | Vásárosnamény                                | 87 823                       | 77 456                          | Szabolcs-Szatmár-Bereg 04. OEVK |
| 92.  | Szabolcs-Szatmár-Bereg 05. OEVK | Parlamentní jednomandátový volební obvod č. 5. župy Szabolcs-Szatmár-Bereg (Szabolcs-Szatmár-Bereg megyei 5. sz. országgyűlési egyéni választókerület) | Mátészalka                                   |                              |                                 | Szabolcs-Szatmár-Bereg 05. OEVK |
| 93.  | Szabolcs-Szatmár-Bereg 06. OEVK | Parlamentní jednomandátový volební obvod č. 6. župy Szabolcs-Szatmár-Bereg (Szabolcs-Szatmár-Bereg megyei 6. sz. országgyűlési egyéni választókerület) | Nyírbátor                                    | 92 992                       | 72 532                          | Szabolcs-Szatmár-Bereg 06. OEVK |
| 94.  | Tolna 01. OEVK                  | Parlamentní jednomandátový volební obvod č. 1. župy Tolna (Tolna megyei 1. sz. országgyűlési egyéni választókerület)                                   | Szekszárd                                    | 76 595                       | 61 027                          | Tolna 01. OEVK                  |
| 95.  | Tolna 02. OEVK                  | Parlamentní jednomandátový volební obvod č. 2. župy Tolna (Tolna megyei 2. sz. országgyűlési egyéni választókerület)                                   | Dombóvár                                     | 76 528                       | 60 069                          | Tolna 02. OEVK                  |
| 96.  | Tolna 03. OEVK                  | Parlamentní jednomandátový volební obvod č. 3. župy Tolna (Tolna megyei 3. sz. országgyűlési egyéni választókerület)                                   | Paks                                         | 77 238                       | 60 348                          | Tolna 03. OEVK                  |
| 97.  | Vas 01. OEVK                    | Parlamentní jednomandátový volební obvod č. 1. župy Vas (Vas megyei 1. sz. országgyűlési egyéni választókerület)                                       | Szombathely                                  | 87 261                       | 69 019                          | Vas 01. OEVK                    |
| 98.  | Vas 02. OEVK                    | Parlamentní jednomandátový volební obvod č. 2. župy Vas (Vas megyei 2. sz. országgyűlési egyéni választókerület)                                       | Sárvár                                       | 85 858                       | 69 022                          | Vas 02. OEVK                    |
| 99.  | Vas 03. OEVK                    | Parlamentní jednomandátový volební obvod č. 3. župy Vas (Vas megyei 3. sz. országgyűlési egyéni választókerület)                                       | Körmend                                      | 83 510                       | 66 630                          | Vas 03. OEVK                    |
| 100. | Veszprém 01. OEVK               | Parlamentní jednomandátový volební obvod č. 1. župy Veszprém (Veszprém megyei 1. sz. országgyűlési egyéni választókerület)                             | Veszprém                                     | 93 405                       | 71 872                          | Veszprém 01. OEVK               |
| 101. | Veszprém 02. OEVK               | Parlamentní jednomandátový volební obvod č. 2. župy Veszprém (Veszprém megyei 2. sz. országgyűlési egyéni választókerület)                             | Balatonfüred                                 | 85 919                       | 73 104                          | Veszprém 02. OEVK               |
| 102. | Veszprém 03. OEVK               | Parlamentní jednomandátový volební obvod č. 3. župy Veszprém (Veszprém megyei 3. sz. országgyűlési egyéni választókerület)                             | Tapolca                                      | 84 235                       | 68 573                          | Veszprém 03. OEVK               |
| 103. | Veszprém 04. OEVK               | Parlamentní jednomandátový volební obvod č. 4. župy Veszprém (Veszprém megyei 4. sz. országgyűlési egyéni választókerület)                             | Pápa                                         | 88 339                       | 69 248                          | Veszprém 04. OEVK               |
| 104. | Zala 01. OEVK                   | Parlamentní jednomandátový volební obvod č. 1. župy Zala (Zala megyei 1. sz. országgyűlési egyéni választókerület)                                     | Zalaegerszeg                                 | 95 976                       | 75 620                          | Zala 01. OEVK                   |
| 105. | Zala 02. OEVK                   | Parlamentní jednomandátový volební obvod č. 2. župy Zala (Zala megyei 2. sz. országgyűlési egyéni választókerület)                                     | Keszthely                                    | 92 386                       | 73 963                          | Zala 02. OEVK                   |
| 106. | Zala 03. OEVK                   | Parlamentní jednomandátový volební obvod č. 3. župy Zala (Zala megyei 3. sz. országgyűlési egyéni választókerület)                                     | Nagykanizsa                                  | 93 817                       | 73 355                          | Zala 03. OEVK                   |

## Historické volební obvody (1990–2014)
Mezi lety 1990 až 2014 bylo území Maďarské republiky rozděleno na 176 jednomandátových volebních obvodů, ve který byl při každý parlamentních volbách zvolen většinovým způsobem právě jeden poslanec. V případě, že již v prvním kole získal některý z kandidátů 50% a více odevzdaných hlasů, byl zvolen poslancem. Pokud ne, pak se za 14. dní konalo druhé kolo, do kterého postoupili tři nejúspěšnější kandidáti a zvolen byl ten, který získal nejvíce odevzdaných hlasů.

### Volby
- Parlamentní volby v Maďarsku 1990
- Parlamentní volby v Maďarsku 1994
- Parlamentní volby v Maďarsku 1998
- Parlamentní volby v Maďarsku 2002
- Parlamentní volby v Maďarsku 2006
- Parlamentní volby v Maďarsku 2010

### Mapy

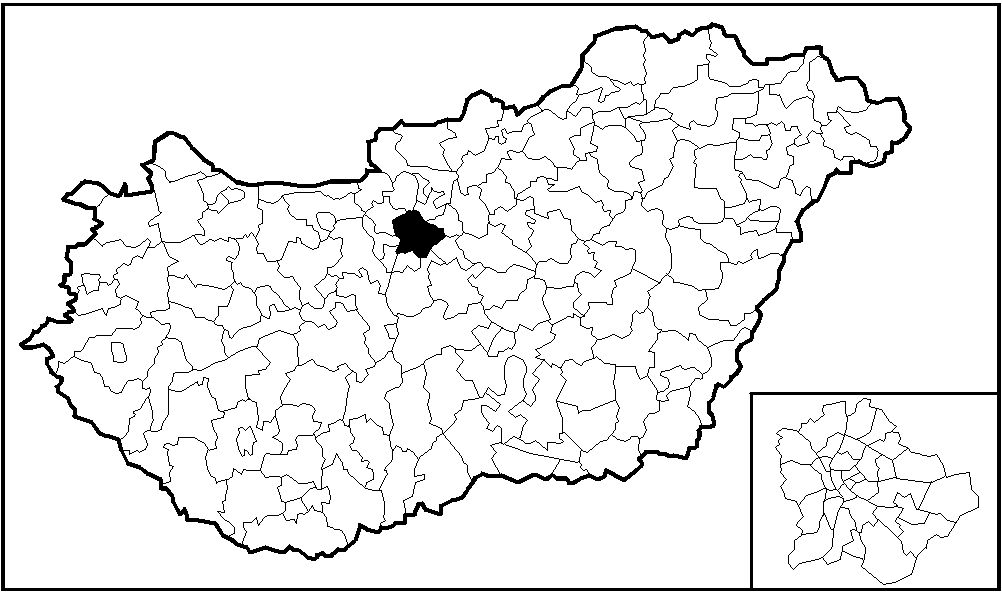
Mapa bývalých jednomandátových volebních obvodů v Maďarsku
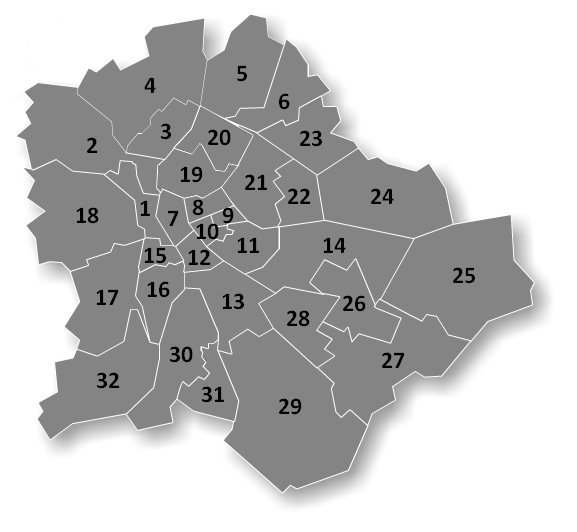
Mapa bývalých jednomandátových volebních obvodů v Budapešti
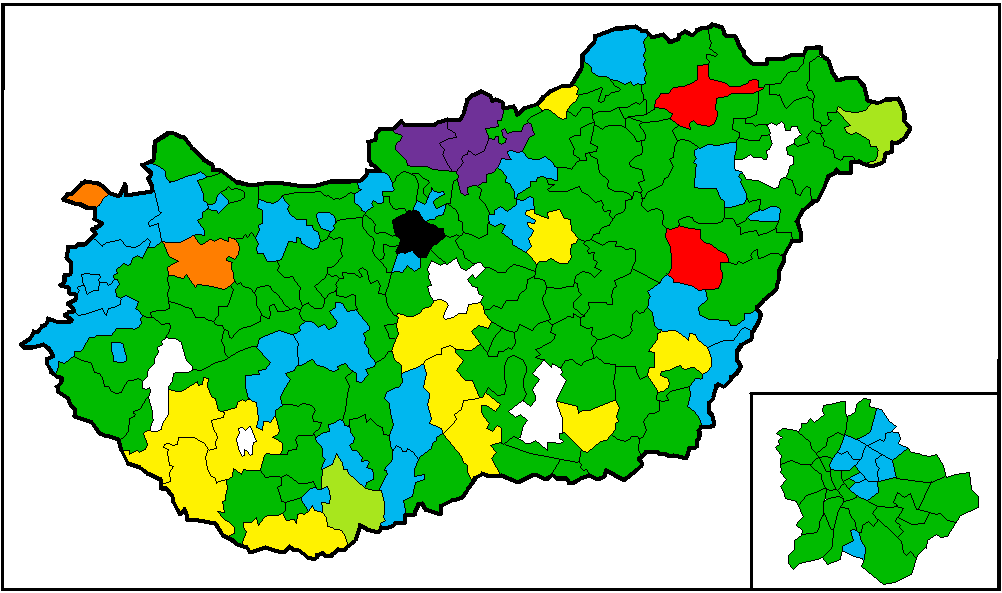
Volby 1990
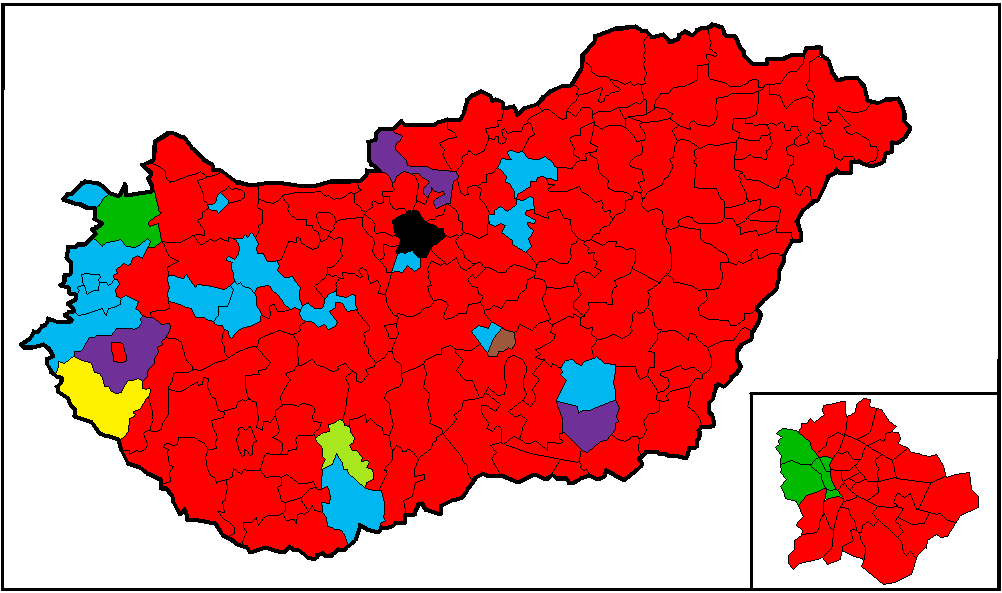
Volby 1994
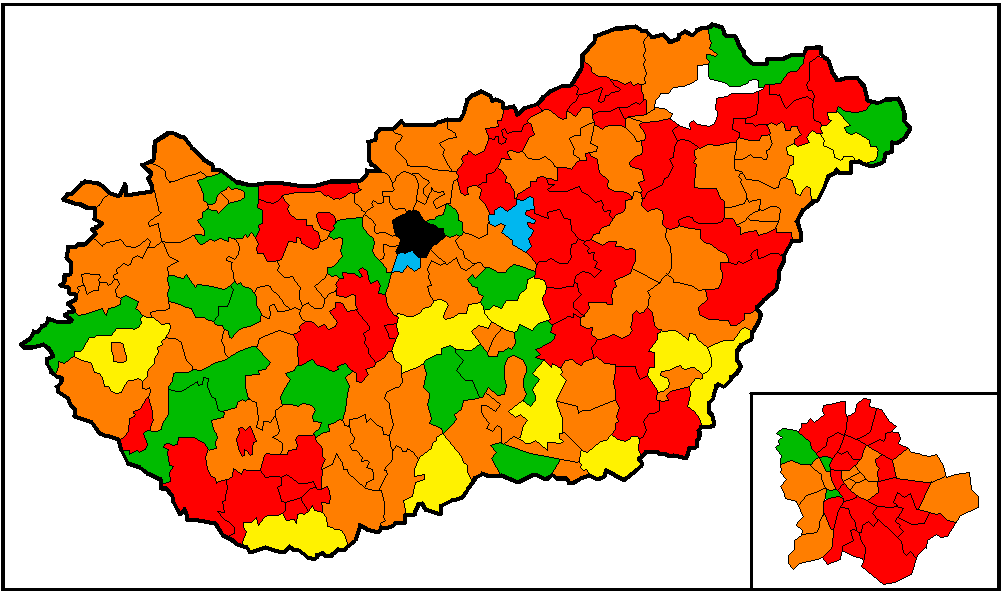
Volby 1998
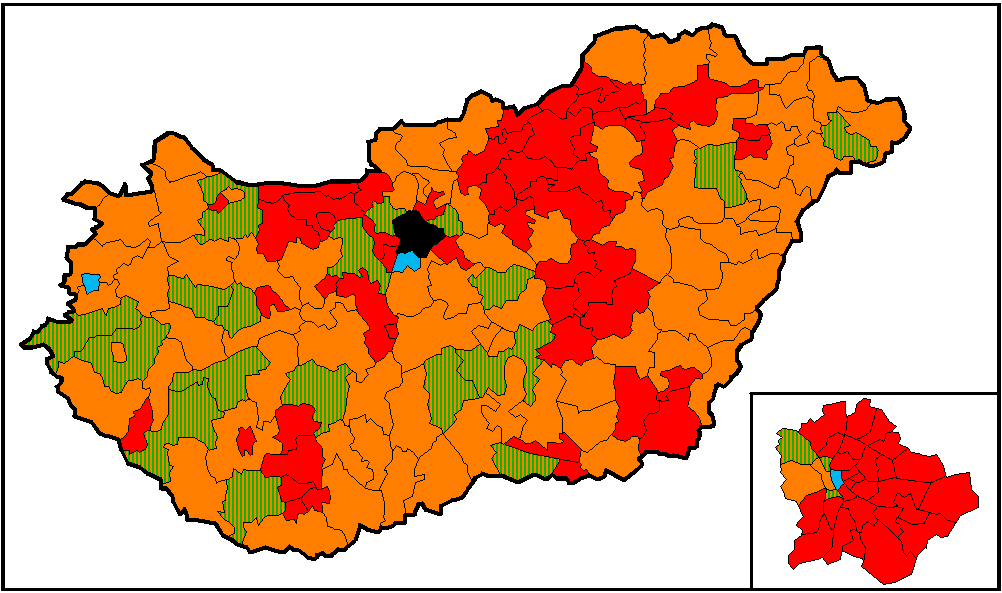
Volby 2002
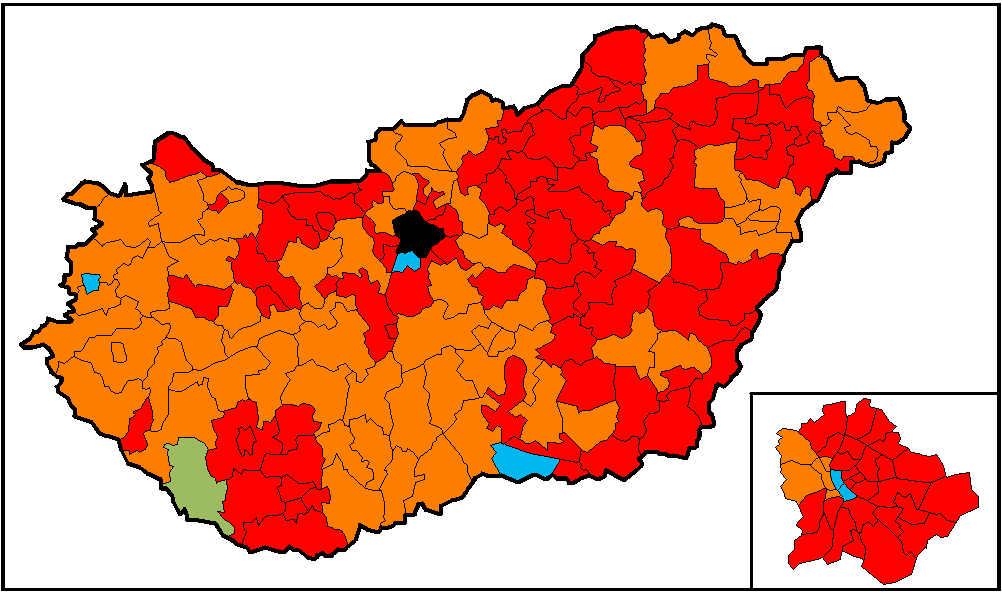
Volby 2006
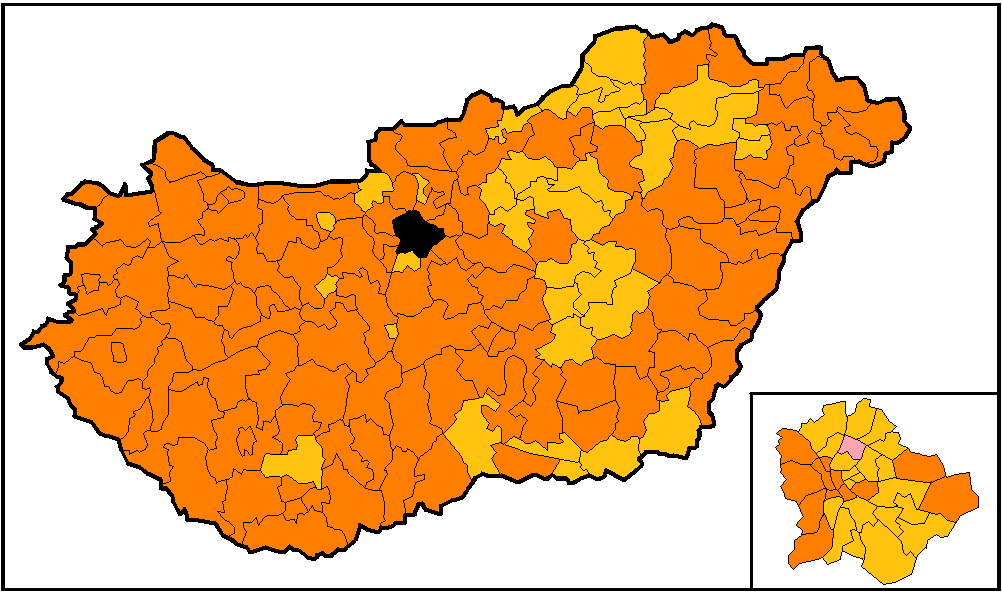
Volby 2010 – I. kolo
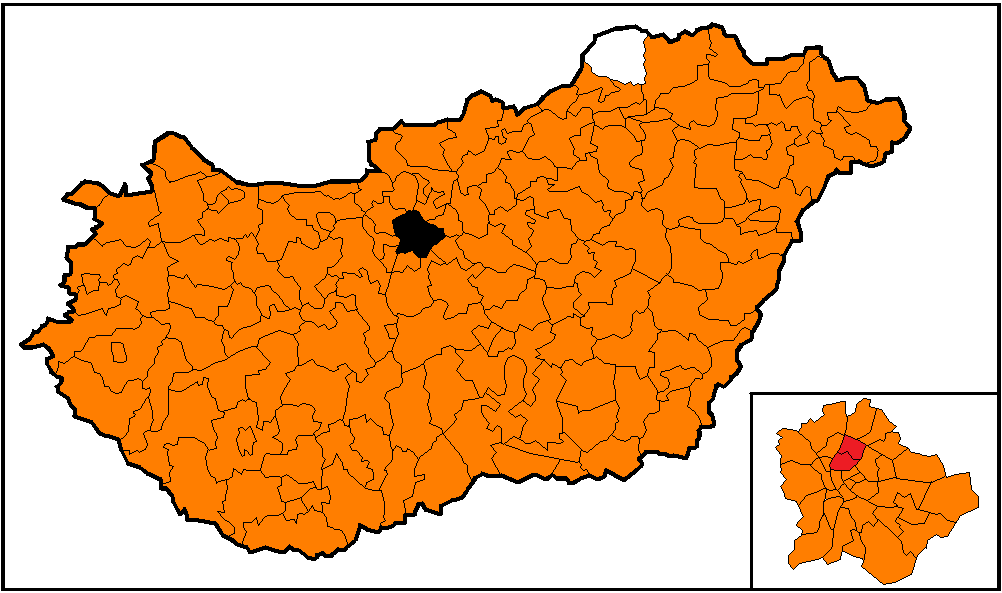
Volby 2010 – II. kolo

### Seznam obvodů podle žup
| - celkem 32 jednomandátových volebních obvodů (OEVK) ne území hlavního města Budapešti - 1. OEVK: Kecskemét - 2. OEVK: Kecskemét - 3. OEVK: Tiszakécske - 4. OEVK: Kunszentmiklós - 6. OEVK: Kiskőrös - 7. OEVK: Kalocsa - 8. OEVK: Kiskunhalas - 9. OEVK: Baja - 10. OEVK: Bácsalmás - 1. OEVK: Pécs - 2. OEVK: Pécs - 3. OEVK: Pécs - 4. OEVK: Komló - 5. OEVK: Mohács - 6. OEVK: Siklós - 7. OEVK: Szigetvár - 1. OEVK: Békéscsaba - 2. OEVK: Békés - 3. OEVK: Gyula - 4. OEVK: Szeghalom - 5. OEVK: Szarvas - 6. OEVK: Orosháza - 7. OEVK: Mezőkovácsháza - 1. OEVK: Miskolc - 2. OEVK: Miskolc - 3. OEVK: Miskolc - 4. OEVK: Miskolc - 5. OEVK: Ózd - 6. OEVK: Sajószentpéter - 7. OEVK: Kazincbarcika - 8. OEVK: Edelény - 9. OEVK: Encs - 10. OEVK: Sátoraljaújhely - 11. OEVK: Szerencs - 12. OEVK: Tiszaújváros - 13. OEVK: Mezőkövesd - 1. OEVK: Szeged - 2. OEVK: Szeged - 3. OEVK: Szeged - 4. OEVK: Szeged - 5. OEVK: Szentes - 6. OEVK: Hódmezővásárhely - 7. OEVK: Makó - 1. OEVK: Győr - 2. OEVK: Győr - 3. OEVK: Győr - 4. OEVK: Mosonmagyaróvár - 5. OEVK: Csorna - 6. OEVK: Kapuvár - 7. OEVK: Sopron - 1. OEVK: Székesfehérvár - 2. OEVK: Székesfehérvár - 3. OEVK: Dunaújváros - 4. OEVK: Gárdony - 5. OEVK: Mór - 6. OEVK: Sárbogárd - 7. OEVK: Bicske - 1. OEVK: Debrecen - 2. OEVK: Debrecen - 3. OEVK: Debrecen - 4. OEVK: Hajdúhadház - 5. OEVK: Berettyóújfalu - 6. OEVK: Püspökladány - 7. OEVK: Hajdúszoboszló - 8. OEVK: Balmazújváros - 9. OEVK: Hajdúböszörmény - 1. OEVK: Eger - 2. OEVK: Pétervására - 3. OEVK: Gyöngyös - 4. OEVK: Hatvan - 5. OEVK: Heves - 6. OEVK: Füzesabony | - 1. OEVK: Jászberény - 2. OEVK: Jászapáti - 3. OEVK: Szolnok - 4. OEVK: Szolnok - 5. OEVK: Kunszentmárton - 6. OEVK: Mezőtúr - 7. OEVK: Kunhegyes - 8. OEVK: Karcag - 1. OEVK: Tatabánya - 2. OEVK: Tata - 3. OEVK: Kisbér - 4. OEVK: Komárom - 5. OEVK: Esztergom - 1. OEVK: Salgótarján - 2. OEVK: Pásztó - 3. OEVK: Szécsény - 4. OEVK: Balassagyarmat - 1. OEVK: Szob - 2. OEVK: Vác - 3. OEVK: Dunakeszi - 4. OEVK: Gödöllő - 5. OEVK: Aszód - 6. OEVK: Nagykáta - 7. OEVK: Monor - 8. OEVK: Érd - 9. OEVK: Budaörs - 10. OEVK: Pilisvörösvár - 11. OEVK: Szentendre - 12. OEVK: Szigetszentmiklós - 13. OEVK: Ráckeve - 14. OEVK: Dabas - 15. OEVK: Cegléd - 16. OEVK: Nagykőrös - 1. OEVK: Kaposvár - 2. OEVK: Kaposvár - 3. OEVK: Siófok - 4. OEVK: Balatonboglár - 5. OEVK: Marcali - 6. OEVK: Nagyatád - 1. OEVK: Nyíregyháza - 2. OEVK: Nyíregyháza - 3. OEVK: Tiszavasvári - 4. OEVK: Nagykálló - 5. OEVK: Baktalórántháza - 6. OEVK: Nyírbátor - 7. OEVK: Kisvárda - 8. OEVK: Vásárosnamény - 9. OEVK: Mátészalka - 10. OEVK: Fehérgyarmat - 1. OEVK: Szekszárd - 2. OEVK: Paks - 3. OEVK: Bonyhád - 4. OEVK: Dombóvár - 5. OEVK: Tamási - 1. OEVK: Szombathely - 2. OEVK: Szombathely - 3. OEVK: Kőszeg - 4. OEVK: Sárvár - 5. OEVK: Körmend - 1. OEVK: Ajka - 2. OEVK: Balatonfüred - 3. OEVK: Pápa - 4. OEVK: Tapolca - 5. OEVK: Várpalota - 6. OEVK: Veszprém - 7. OEVK: Veszprém - 1. OEVK: Zalaegerszeg - 2. OEVK: Nagykanizsa - 3. OEVK: Keszthely - 4. OEVK: Lenti - 5. OEVK: Zalaszentgrót |